# Huib Boer
Huib Boer (Giessendam, 1938 – 7 maart 1994) was een Nederlands politicus van de ARP en later het CDA.
Na de mulo ging hij in 1954 werken bij de gemeentesecretarie van Giessenburg. Daarna werkte hij nog op de gemeentesecretarieën van Rijnsburg en Alphen aan den Rijn voor hij in 1967 de gemeentesecretaris van Heusden werd. In augustus 1970 volgde zijn benoeming tot burgemeester van de gemeenten Groot-Ammers, Langerak en Nieuwpoort als opvolger van zijn partijgenoot Jan Brouwers die sinds 1939 gedurende 31 jaar burgemeester van die drie Zuid-Hollandse gemeenten was geweest. In maart 1977 werd hij burgemeester van de Zeeuwse gemeente Reimerswaal en in 1986 volgde zijn benoeming tot burgemeester van Hellendoorn. 
Op 7 maart 1994 overleed Boer plotseling op 56-jarige leeftijd aan een aneurysma.